# Máramaros

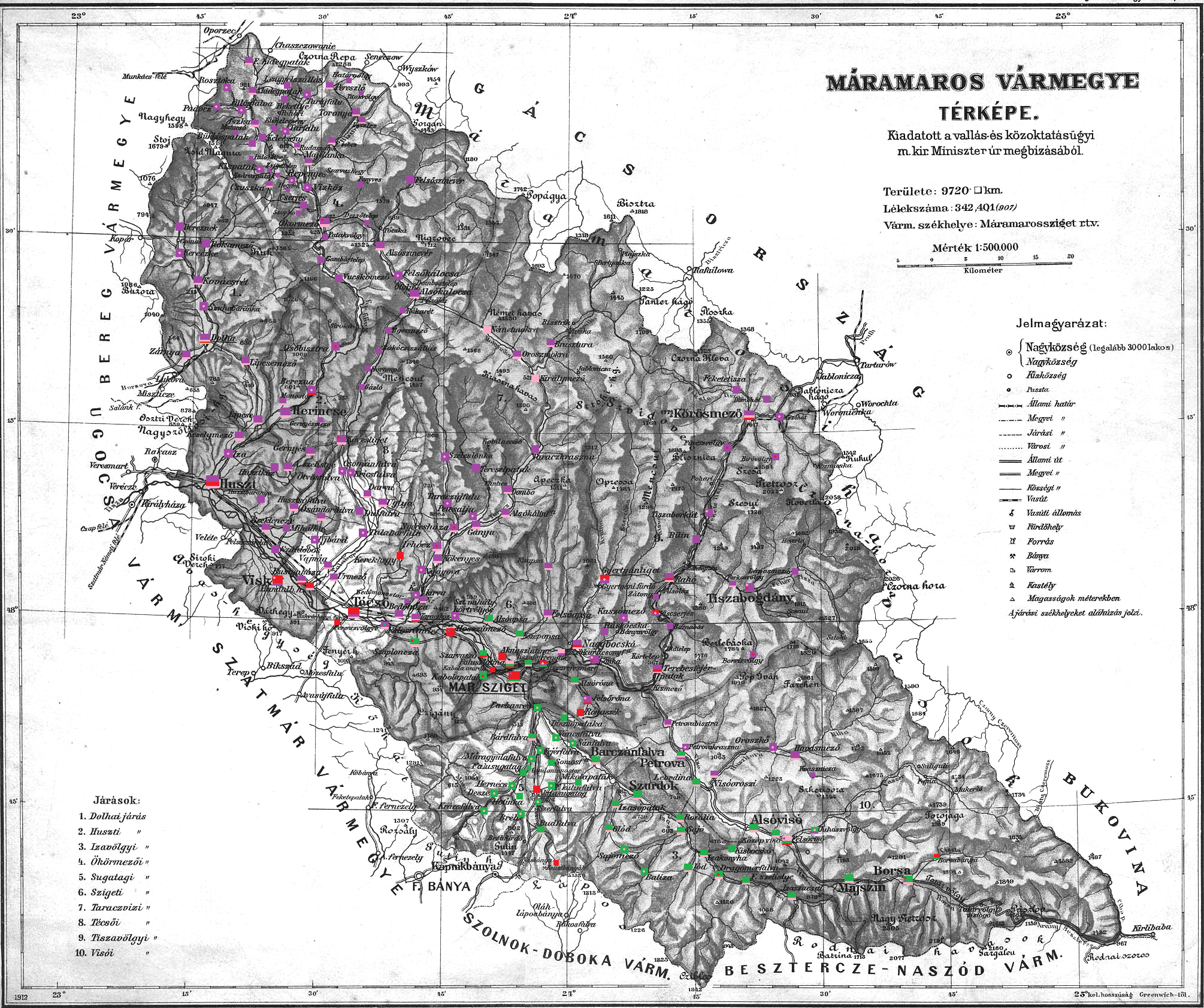
Etnische samenstelling bevolking in 1910

Máramaros of Marmatië was tot 1918 een comitaat in het koninkrijk Hongarije. Het omvatte het gebied aan de bovenloop van de Tisza met haar zijrivieren (waaronder de Vişeu). De hoofdstad was Máramarossziget (Marmatië-eiland), het tegenwoordige Sighetu Marmației.

## Geografie
Máramaros grensde aan de Oostenrijkse kroonlanden Galicië (nu in Polen en Oekraïne) en Boekovina (nu in Roemenië en Oekraïne) en de Hongaarse comitaten Bereg, Ugocsa, Szatmár, Szolnok-Doboka en Beszterce-Naszód. Het gebied strekte zich uit aan weerszijden van de Tisza en in de Karpaten.

## Bevolking
In 1910 had het comitaat 342.410 inwoners. De bevolkingsverdeling volgens moedertaal was:
- Roetheens = 159.489 (46,5%)
- Roemeens = 84.510 (24,7%)
- Duits = 59.552 (17,4%)
- Hongaars = 52.964 (15,5%)

## Geschiedenis
Er is voor het eerst sprake van het comitaat Máramaros in 1119. Het oorspronkelijke Máramaros had vijf koninklijke steden, alle aan de Tisza. Van west naar oost waren dat Huszt, Visk, Técső, Hosszúmező en Máramarossziget, tegenwoordig respectievelijk Choest, Viskove en Tjatsjiv in Oekraïne), en Câmpulung la Tisa en Sighetu Marmației in Roemenië. Deze steden werden veelal in de 14e eeuw gesticht. In de eerste helft van de veertiende eeuw komt een sterke instroom van Walachen(Roemenen) naar het gebied op gang. Deze vluchten naar het gebied voor de Turken uit regio van het huidige Servië.
Na de ondergang van het oude Hongarije (1526) behoorde Máramaros tot het zogenaamde Partium, dat noch door het Keizerrijk Oostenrijk, noch door het Turkse Rijk, maar vanuit het aangrenzende Zevenburgen werd bestuurd, zonder daar effectief toe te behoren.
Na de Eerste Wereldoorlog verloor Hongarije Máramaros, dat merendeels werd bevolkt door Roemenen en Roethenen, bij de uitvoering van het Verdrag van Trianon. Het grootste deel, in het noorden, kwam aan Tsjecho-Slowakije, terwijl het zuiden naar Roemenië ging. Het nieuwe Roemeense district Maramureș omvatte ook gebieden die niet tot het oude Máramaros behoorden, waaronder de hoofdstad Baia Mare. Die stad en omliggende regio behoorden van oudsher tot het comitaat Szatmár.
Sinds 1918 wordt dit gebied tot Zevenburgen of Transsylvanië gerekend. De Tisza vormde het grootste deel van de nieuwe grens. Tsjecho-Slowakije maakte van Choest, de hoofdstad van de nieuw gevormde provincie Maramaros. Dit deel werd na de Tweede Wereldoorlog door de Sovjet-Unie geannexeerd en ligt nu in Oekraïne, waar de naam Maramaros niet meer gebruikelijk is.
Nog steeds wonen er Roemenen in het Oekraïense deel, en omgekeerd, maar hun aantallen zijn niet groot.

## Onderverdeling
In het begin van de 20e eeuw werd het comitaat Máramaros opgedeeld in:
| Districten (járás)                      | Districten (járás)                  |
| District                                | Hoofdstad                           |
| --------------------------------------- | ----------------------------------- |
| Dolha                                   | Dolha (Dovhe)                       |
| Huszt                                   | Huszt (Choest),                     |
| Izavölgy                                | Dragomérfalva (Dragomirești)        |
| Ökörmező                                | Ökörmező (Mizhhir'ya)               |
| Sugatag                                 | Aknasugatag (Ocna Şugatag)          |
| Sziget                                  | Máramarossziget (Sighetu Marmației) |
| Taracviz                                | Taracköz (Teresva)                  |
| Técső                                   | Técső (Tjatsjiv)                    |
| Tiszavölgy                              | Rahó (Rakhiv)                       |
| Visó                                    | Felsővisó (Vişeu de Sus)            |
| Stadsdistrict (rendezett tanácsú város) |                                     |
| Máramarossziget (Sighetu Marmației)     |                                     |